# Чумакова, Надежда Николаевна
Надежда Николаевна Чумакова (29 апреля 1923, Рязань, Рязанская губерния — 4 мая 2006, Рязань, Рязанская область) — советский партийный и государственный деятель. Председатель Исполнительного комитета Рязанского городского Совета депутатов трудящихся (2 апреля 1963 — 8 мая 1986).

## Биография
Родилась 29 апреля 1923 г. в г. Рязани в семье железнодорожника (рабочего, затем инженера).
Окончила среднюю школу № 16 г. Рязани (1940 г.) и первый курс Московского института стали и сплавов (1941).
С 1942 по 1943 год — калькулятор столовой № 17 (Рязань).
С сентября 1943 по октябрь 1944 года — секретарь комсомольской организации Рязанского железнодорожного училища №1.
С 1944 по 1949 год — работа в Рязанском обкоме ВЛКСМ: с октября 1944 по ноябрь 1947 — инструктор отдела кадров, с ноября 1947 по январь 1949 — заместитель заведующего отделом кадров, с января май 1949 — секретарь обкома по кадрам.
С мая 1949 по август 1951 года — секретарь Рязанского горкома ВЛКСМ.
С августа 1951 по март 1953 года — слушатель Рязанской областной партийной школы. С апреля 1953 по апрель 1963 года — второй, с февраля 1954 года — первый секретарь Советского РК КПСС Рязани.
Делегат XIX и XX съездов КПСС.
Со 2 апреля 1963 года — председатель Исполнительного комитета Рязанского городского Совета депутатов трудящихся (Рязанского горисполкома).
За годы её работы на этом посту построены 5 млн м² жилья, мост через Оку, десятки школ, несколько больниц, Центральный спортивный комплекс на 27 тыс. мест, здание Рязанского областного театра кукол, центральный универмаг «Барс», гостиницы «Москва» и «Ловеч», цирк, здания Дома быта, автовокзала «Центральный», почтамта на ул. Почтовой, музыкального училища, кинотеатры «Ока», «Москва», «Октябрь».
С 8 мая 1986 года на пенсии.
Скончалась 4 мая 2006 года на 84-м году жизни. Похоронена на Скорбященском кладбище Рязани.

## Награды и звания
- Заслуженный работник жилищно-коммунального хозяйства РСФСР (1983)
- Лауреат премии Совета Министров СССР (1975)
- Почётный гражданин Рязани (1992)
- Почётный гражданин Рязанской области (2006)
- 2 ордена Трудового Красного Знамени
- Орден «Знак Почёта»

## Память
6 марта 2009 г. состоялось открытие мемориальной доски её памяти на доме № 45 по Первомайскому проспекту, где она проживала с 1958 по 2006 г. Автор композиции — заслуженный художник РФ Горбунов, Борис Семёнович.
29 апреля 2014 г. состоялась церемония открытия памятника Надежде Чумаковой, расположенного на Первомайском проспекте, д. 72.
Установлен памятник в сквере имени Н.Н. Чумаковой на Первомайском проспекте возле Центральной городской библиотеки. Конкурс на создание эскиза памятника был объявлен в 2011 году. По итогам заседания конкурсной комиссии победителем был признан макет, изготовленный Почетным гражданином Рязани, заслуженным художником РФ, скульптором Борисом Горбуновым. https://admrzn.ru/gorod-ryazan/dostoprimechatelnosti-ryazani/:11557